# ヴィック・ディアス
ヴィック・ディアス（Vic Diaz 本名不明、1932年7月29日 - 2006年9月15日）はフィリピンの映画俳優で、監督作もある。
フィリピン群島政府マニラ出身、没。尚、息子のテディー・ディアスはロックバンド、ザ・ドーンのギタリストである。
他のクレジット名義はスペル違いのヴィック・ディアス（Vic Dias）があり、VHSのジャケット等には片仮名でビック・ディアズと表記されることもあった。

## 経歴・人物

### 俳優としての特徴
映画俳優としては1950年から晩年の2001年まで活動し、悪役から強面を生かしての刑事や刑務所長役、ベトナム軍人役等、数多くの役柄を演じた。同時に舞台俳優としても活動し、『オテロ』や『王様と私』等の演目にも出演した。肥満体で、坊主頭かつスキンヘッドが印象的な風体とやや出気味な丸い目も特徴的である。また、個性的な風貌と演技スタイルからエクスプロイテーション映画に造詣の深いクェンティン・タランティーノがフィリピンのピーター・ローレと評している（インターネット・ムービー・データベースによる）。
映画デビューは1950年で、ハリウッドでも実績のある名匠監督であるオーストリア人のフリッツ・ラング監督、タイロン・パワー主演の戦争映画『アメリカ・ゲリラ・イン・フィリピン』（未ソフト化）で、日本軍の将軍役を演じたが、クレジットされなかった。その後、エディー・ロメロ監督作品を始めとする数多くの娯楽作品の脇役俳優として活躍し、TV作品にも出演した。
1950年代末からはフィリピンで撮影された外国映画や合作映画にも進出した。当時は『地獄の黙示録』（1979年）以降の1980年代程では無いが、コーネル・ワイルド監督の『ビーチレッド戦記』（1967年）やロバート・オルドリッチ監督の『燃える戦場』（1969年）等かなりの本数の戦争物やアクション映画が製作された。ディアスが出演した代表的なものにハリウッドのベテランであるジョン・クロムウェル監督、TVシリーズ『ベン・ケーシー』のヴィンセント・エドワーズ主演の『5番街を手術しろ！』（1959年/香港でもロケされた）やモンテ・ヘルマン監督、ジャック・ニコルスン脚本、出演の『自由への闘い』（1964年/未ソフト化）やバート・レイノルズ主演の『虐殺部隊』（1965年）と『黄金の銃弾』（1969年/未/TV放映）、ジャック・スターレット監督の『殴り込みライダー部隊』（1970年）、ジャック・ヒル監督の『残虐全裸女収容所』（1972年）、香港資本のベトナム戦争物『ヤング・ソルジャー/米海兵隊員・青春の記録』（1978年/未/ビデオ）等も含まれる。また、『サタンの謀略/生き地獄フィリピン戦線』（1973年/未/ビデオ）や黒人俳優のジム・ブラウンが製作総指揮の『パシフィック・インフェルノ』（1979年/未ソフト化）等の太平洋戦争が題材の作品では悪役の日本軍人を演じた。
1980年代からは多くのフィリピン俳優はイタリア映画へ出演したが、ディアスはブルーノ・マッテイ監督がヴィンセント・ドーン名義で撮った『ストライク・コマンドー2』（1988年/未/ビデオ）がある位で、共演陣も米国俳優のブレント・ハッフを始め、欧米人俳優がメインだった。

### シリオ・H・サンティアゴ作品の脇役
1970年代からはエディー・ロメロと共にフィリピン産の疑似米国映画界を牽引したシリオ・H・サンティアゴ製作、監督作品にも10数本脇役として起用され、1990年代の中頃まで出演した。往年のハリウッド俳優であるジョン・キャラディーン主演の『お色気吸血鬼』（1978年/未/ビデオ）のコミカルな味の吸血鬼の手下から『アマゾネス刑事/死の標的』（1986年/未/ビデオ）のハワイの日系人、『バトル・プリズン/女囚肉弾』（1994年/未/ビデオ）の残忍な刑務所長まで色々演じた。また、ベトナム戦争物『アイ・オブ・ザ・イーグル』（1987年/未/ビデオ）では襲撃される列車に乗っていた為に殺される北ベトナム軍の将校役で出演している。この場面は後年の『特攻部隊/フルメタル・ソルジャー』（1988年/未/ビデオ）と『ラン・メイ/ベトナムの熱い日（ダーティ・コマンドー/地獄の要塞）』（1989年/未/ビデオ/TV放映）にも流用されている。

### 監督とスタッフとして
映画監督としては『ママ』（1987年/未ソフト化）を手掛けており、自ら脇役出演もした。また、『バイオレント・ゾーン/野獣の標的』（1988年/未/ビデオ）のジョン・ガーウッド監督による米国映画『クラックダウン』（1988年/未ソフト化）では製作管理（プロダクション・マネージャー）を担当し、プロダクション・コーディネーターを務めた作品もある。

## 出演
- 『山脈』（1964年/未ソフト化）モンテ・ヘルマン、エディー・ロメロ共同監督、ジョゼフ・エストラーダ、デューイ・マーティン、フェイ・スペイン出演
- 『自由への闘い』（1964年/未ソフト化）モンテ・ヘルマン監督、デューイ・マーティン、ジャック・ニコルスン、ジョゼフ・エストラーダ出演
- 『荒廃者』（1965年/未ソフト化）エディー・ロメロ監督、ジョン・サクスン、フェルナンド・ポー・ジュニア出演
- 『虐殺部隊』（1965年）クリスティアン・ナイビー監督、バート・レイノルズ、ジョン・ホイト出演
- 『長い長い100マイル』（1967年/未ソフト化）ドン・ウェイズ監督、ダグ・マックルーア、キャサリン・ロス、リカルド・モンタルバン出演
- 『地獄のボルネオ』（1967年/未ソフト化）ジョージ・モンゴメリー監督、出演、トリン・サッチャー出演
- 『無防備都市マニラ』（1968年/未ソフト化）エディー・ロメロ監督、チャリト・ソリス、ジェームズ・シゲタ、ジョン・アシュレイ、アレックス・ニコル出演
- 『指令バタンガス』（1968年/未ソフト化）キース・ラーセン監督、出演、デニス・ウィーヴァー、ヴェラ・マイルズ出演
- 『ミンダナオからの脱出』（1968年/未ソフト化）ドン・マクドガル監督、ジョージ・マハリス、ジェームズ・シゲタ出演
- 『黄金の銃弾』（1969年/未/TV放映）リチャード・ベネディクト監督、バート・レイノルズ出演
- 『殴り込みライダー部隊』（1970年）ジャック・スターレット監督、ウィリアム・スミス、アダム・ロアーク出演
- 『マハーリカ』（1970年/未ソフト化）ジェリー・ホッパー監督、ブローデリック・クロウフォード出演
- 『黄色い夜の野獣』（1971年/未ソフト化）エディー・ロメロ監督、ジョン・アシュレイ出演
- 『血の渇き』（1971年/未ソフト化）ニュート・アーノルド監督、ロバート・ウィンストン出演
- 『獣になった男』（1972年）ジョージ・シェンク監督
- 『残虐全裸女収容所』（1972年）ジャック・ヒル監督、パム・グリア出演
- 『アトランチスの謎』（1973年/未/TV放映）エディー・ロメロ監督、パトリック・ウェイン出演
- 『ワンダーウーマン』（1973年）ロバート・ヴィンセント・オニール監督、ナンシー・クワン、ロス・ヘーゲン、シド・ヘイグ出演
- 『サタンの謀略/生き地獄フィリピン戦線』（1973年/未/ビデオ）ベージル・ブラッドベリー、ニール・ヤレマ共同監督、ジョン・ガーウッド、ウィリアム・スミス出演
- 『アイアンマンと不思議な仏像』（1973年/未/ビデオ）チェザール・ガラルド監督、シリオ・H・サンティアゴ製作、ジェームズ・イーグルハート出演
- 『奴隷拳士/南海の大冒険』（1974年/未/ビデオ）ルイス・ネポムセノ監督、ローランド・ダンテス、ギルバート・ローランド、ナンシー・クワン、ガイ・マディスン、ディーン・ストックウェル、田中浩出演
- 『セクシー・ソルジャーズ』（1974年/未/TV放映）エディー・ロメロ監督、グロリア・ヘンドリー出演
- 『ストーニー』（1974年/未ソフト化）ウレイ・デーヴィス監督、マイケル・プレストン、バーバラ・ブーシェ、マイケル・レニー、リチャード・ジェッケル出演
- 『カバーガール』（1975年/未/ビデオ）シリオ・H・サンティアゴ監督
- 『プロジェクト・キル』（1976年）ウィリアム・ガードラー監督、レスリー・ニールセン出演
- 『サドン・デス』（1977年/未ソフト化）エディー・ロメロ監督、ロバート・コンラッド、ドン・ストラウド出演
- 『ヤング・ソルジャー/米海兵隊員・青春の記録』（1978年/未/ビデオ）シドニー・J・フューリー監督、レイモンド・チョウ製作、アンドリュウ・スティーヴンス出演
- 『お色気吸血鬼』（1978年/未/ビデオ）シリオ・H・サンティアゴ監督、ジョン・キャラディーン出演
- 『復讐の掟』（1978年/未/ビデオ）シリオ・H・サンティアゴ監督
- 『パシフィック・インフェルノ』（1979年/未ソフト化）ロルフ・ベイアー監督、ジム・ブラウン、リチャード・ジェッケル出演
- 『カラテガール』（1981年/未/ビデオ）シリオ・H・サンティアゴ監督
- 『バトル・フォース』（1982年/未/ビデオ）エドワード・D・マーフィー監督、キャメロン・ミッチェル出演
- 『プラトーン・コマンド/地獄のレクイエム』（1984年/未/ビデオ）ヴィットリオ・デ・ロメロ、ジュン・ガラルド（クレジット無し）共同監督
- 『ムスリムマグナム.357』（1986年/未/ビデオ）フェルナンド・ポー・ジュニア監督、出演
- 『アマゾネス刑事/死の標的』（1986年/未/ビデオ）シリオ・H・サンティアゴ監督
- 『未来戦士/スレイド』（1986年/未/ビデオ）シリオ・H・サンティアゴ監督、リチャード・ノートン、ロバート・パトリック出演
- 『アイ・オブ・ザ・イーグル』（1987年/未/ビデオ）シリオ・H・サンティアゴ監督、ブレット・クラーク、ロバート・パトリック出演
- 『ダーク・ミッション/怒りの銃弾』（1987年/未/ビデオ）
- 『8月の銃弾』（1988年/TVミニ・シリーズ）ロバート・マーコウィッツ監督、ゲーリー・ビューシー出演
- 『ミッドナイト・コップ/復讐の美学』（1988年/未/ビデオ）ジョー・マリ・アヴェラーナ監督、シリオ・H・サンティアゴ製作
- 『特攻部隊/フルメタル・ソルジャー』（1988年/未/ビデオ）シリオ・H・サンティアゴ監督、アンソニー・フィネッティ出演
- 『ストライク・コマンドー2』（1988年/未/ビデオ）ヴィンセント・ドーン（ブルーノ・マッテイ）監督、ブレント・ハッフ、リチャード・ハリス出演
- 『ゴリラ・フォース』（1988年/未/ビデオ）エディー・ロメロ監督、サム・ジョーンズ出演
- 『キング・オブ・フィスト』（1993年/未/ビデオ）シリオ・H・サンティアゴ監督、ジェリー・トリンブル、ジョージ・タケイ出演
- 『バトル・プリズン/女囚肉弾』（1994年/未/ビデオ）シリオ・H・サンティアゴ監督
- 『キリングヒート』（1994年/未/ビデオ/TV放映）シェリー・ノッツ監督、マット・サリンジャー、マーティン・シーン、マイケル・アイアンサイド、ハイン・S・ニョール出演